# Vértigo postural paroxístico benigno

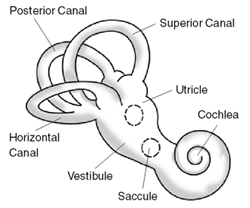
Exterior del laberinto del oído interno.

El vértigo posicional paroxístico benigno (VPPB) es un trastorno del oído interno. Los síntomas son breves episodios de vértigo rotatorio que ocurren inmediatamente después de un cambio en la posición de la cabeza (e. g. acostarse o darse vuelta en la cama, agacharse, extender o flexionar el cuello, etc.), acompañados ocasionalmente de náusea y vómitos. Estos episodios duran generalmente menos de un minuto. El VPPB es la causa más frecuente de vértigo.
Hay evidencia suficiente para considerar que el vértigo y los demás síntomas del VPPB se deben al desprendimiento y desplazamiento anormal de los otolitos provenientes de la mácula del utrículo, que excitan o inhiben a la cresta ampular de uno o más canales semicirculares, transformándolos en órganos sensibles a la gravedad. Este padecimiento ocurre de forma idiopática en muchos pacientes, pero puede ser secundaria a edad avanzada, traumatismos craneales, laberintitis, neuritis vestibular, insuficiencia circulatoria en la distribución de la arteria vestibular anterior, enfermedad de Menière y a la migraña, entre otras causas. Es una enfermedad del sistema vestibular periférico tal como la laberintitis y la enfermedad de Menière El diagnóstico es confirmado por las pruebas diagnósticas posicionales como el test de Dix-Hallpike (para los canales semicirculares posterior y anterior) o la maniobra de roll-test supino o Pagnini-McClure (para los canales horizontales), que desencadenan un nistagmo paroxístico, de breve latencia, corta duración y con un patrón correspondiente con el canal semicircular involucrado (1a. ley de Ewald). En casos típicos no es necesaria la realización de un examen de imagen o pruebas de laboratorio.
El VPPB es una afección biomecánica y por lo general se trata exitosamente en consultorio con una serie de movimientos cefálicos secuenciales, como la maniobra de Epley. En ocasiones, se pueden indicar ejercicios de habituación de Brandt-Daroff.
También pueden ser indicados medicamentos para las náuseas. El VPPB no es una enfermedad grave y el cuadro normalmente se resuelve en una a dos semanas. Sin embargo, puede ser recurrente en algunos individuos.
La primera descripción médica del VPPB fue hecha en 1921 por Robert Bárány. Cerca del 2,4% de la población mundial es afectada por este padecimiento en algún momento de la vida, siendo que la ocurrencia en mujeres es dos veces mayor que en hombres. Entre individuos que llegan a los 80 años, el 10% son afectados.

## Epidemiología
Existen pocas investigaciones sobre la frecuencia del vértigo posicional benigno. Un motivo para esto es la alta tasa de remisión espontánea del vértigo antes aún de la consulta al médico.
Existen datos que indican que existen 64 nuevos enfermos por cada 100.000 habitantes por año, y 160.000 nuevos enfermos por año en Estados Unidos. Los últimos datos estiman que en Alemania el vértigo postural benigno corresponde a cerca de 1/3 de las formas de vértigo que llevan a una disfunción del oído interno.

## Síntomas[3]
La presentación típica es un paciente mayor de 20 años que reporta sensación recurrente de girar al realizar movimientos de la cabeza o en la cama. La duración de los episodios suelen ser menores de 30 segundos, y no se acompañan de cambios de la audición o signos de focalidad neurológica. 
Los síntomas primarios son vértigo y nistagmo de origen súbito que ocurren exclusivamente con el movimiento de la cabeza en la dirección del oído afectado. Los pacientes generalmente describen su primera experiencia mientras giran la cabeza en la cama.
El test de Dix-Hallpike se usa para identificar el vértigo posicional paroxístico benigno. Una vez que la cabeza del paciente esta en la posición adecuada, y después de unos segundos de latencia, el nistagmo inicia si el oído con dirección al suelo es el afectado.

## Tratamiento
El VPPB puede ser tratado a través de maniobras de reposicionamiento de los otólitos del oído interno (maniobra de Epley). Además de esa maniobra existen otras maniobras que pueden ser realizadas por el paciente en casa. Deben, sin embargo, ser realizadas solamente con la confirmación del diagnóstico a través de un médico. Solamente un médico puede diferenciar las causas de vértigo.

## Pronóstico
El vértigo postural benigno es una enfermedad benigna, pero puede ser extremadamente desagradable. Sin embargo, desaparece aún sin tratamiento la mayoría de las veces en días o semanas, pero en algunos pacientes puede durar más, de meses hasta años. Por ese motivo y debido al sufrimiento del paciente debe ser ofertada en todos casos una terapia, no debiendo aguardarse a la remisión espontánea.
El vértigo postural benigno acontece nuevamente en el 30-50% de los pacientes no tratados en 2 años. A través de métodos especiales el paciente puede en su propia casa realizar maniobras para tratar las recidivas de la enfermedad.